# Pedro de Castro
Pedro de Castro y Figueroa, primo duca di la Conquista e primo marchese di Gracia Real (San Julián de Cela, 8 dicembre 1678 – Città del Messico, 22 agosto 1741), è stato un generale spagnolo, viceré della Nuova Spagna dal 17 agosto 1740 al 22 agosto 1741.

## In Spagna
Come premio per i successi militari, re Filippo V di Spagna nominò Castro y Figueroa marchese di Gracia Real il 4 ottobre 1729. Carlo di Borbone, re delle Due Sicilie (in seguito Carlo III di Spagna), gli concesse il titolo di duca di la Conquista il 4 ottobre 1735, come ricompensa per la sua partecipazione alla vittoriosa campagna nell'Italia meridionale e in Sicilia. In Spagna fu tenente colonnello delle guardie reali della Infantería Española, per poi diventare maresciallo di campo e capitano generale dell'esercito. Fu anche gentiluomo di camera del re e presidente della Audiencia Reale. Fu cavaliere degli ordini di Santiago e San Genaro.

## In Nuova Spagna
Fu nominato viceré della Nuova Spagna da Filippo V nel 1740, per sostituire Juan Antonio de Vizarrón y Eguiarreta. La nave mercantile olandese che lo trasportava nel Nuovo Mondo fu conquistata da una fregata inglese nei pressi di Porto Rico, ma egli riuscì a lanciare una scialuppa e, con altri passeggeri, evitare di essere catturati. Perse però tutti i suoi beni, comprese le credenziali e gli ordini e le istruzioni reali. Giunse a San Juan (Porto Rico) senza le carte. Si diresse poi a Veracruz, dove giunse il 30 giugno 1740. Da Veracruz scrisse all'arcivescovo di Città del Messico, il quale lo riconobbe come nuovo viceré. Fece l'ingresso formale a Città del Messico il 17 agosto 1740.

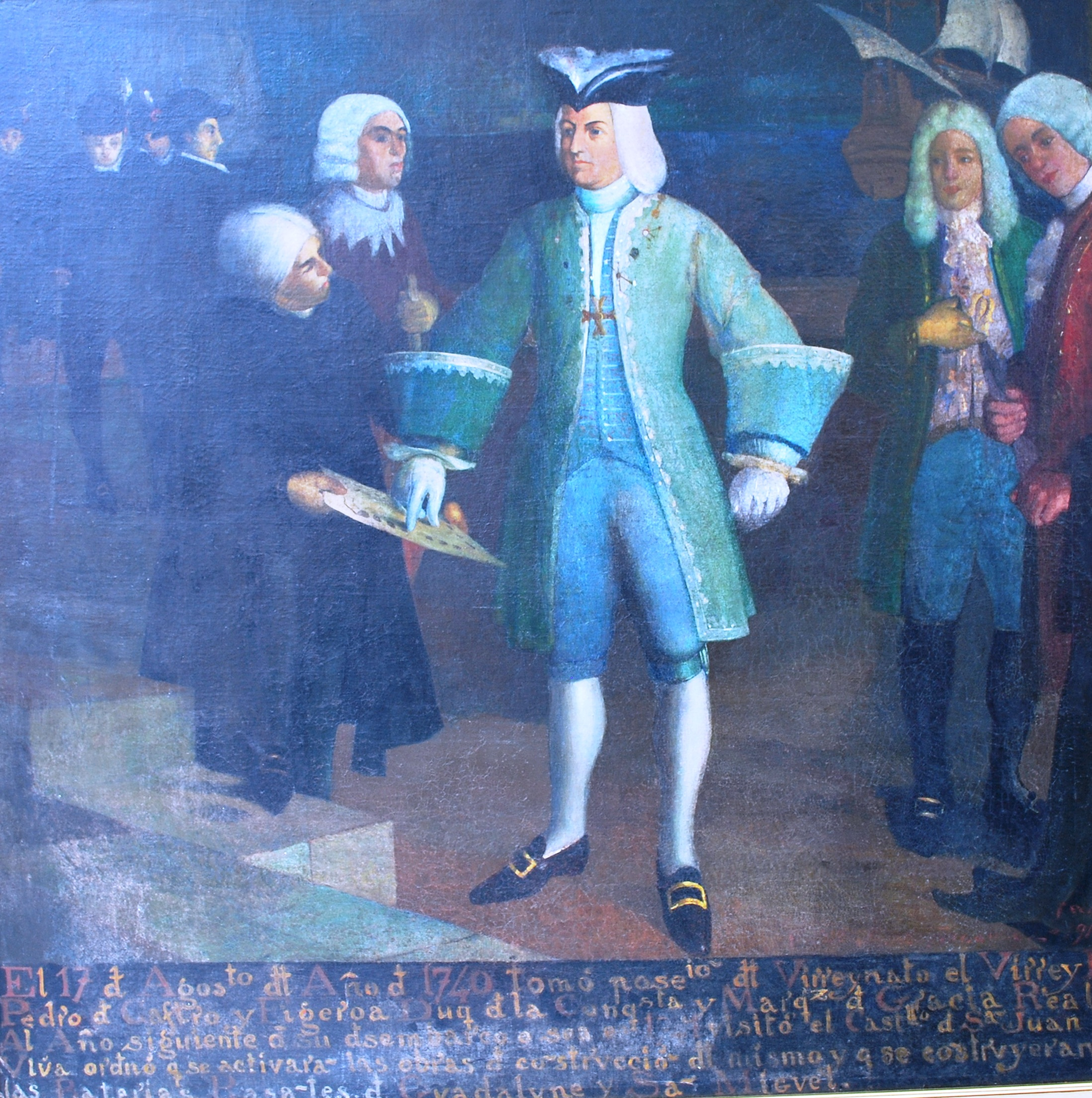
Pedro de Castro mentre ordina la costruzione di Forte San Juan de Ulúa a Veracruz

Per ricompensarlo della perdita subita per mano inglese, la corona ne aumentò il salario equiparandolo a quello percepito dal viceré del Perù.
Durante il suo mandato si impegnò a migliorare le miniere di Zacatecas operando sul sistema di drenaggio; supportò le missioni nelle Filippine; ripulì il porto di Veracruz rendendolo più profondo; e ripagò i costi dei mille soldati mandati dalla Spagna a Cuba per proteggere l'isola dagli inglesi.
Il nuovo viceré trovò la colonia quasi indifesa, e minacciata dai francesi a nord e dagli inglesi sulle coste caraibiche. Rinforzò la guarnigione di San Agustín (di recente attaccata dagli inglesi) con 300 soldati e rifornimenti.
Gli inglesi dell'ammiraglio Edward Vernon avevano colpito il commercio spagnolo con le Indie conquistando Portobelo nel 1739, e ponendo un assedio a Cartagena (Colombia), che però non riuscirono a prendere. Temendo che Veracruz sarebbe stata la prossima, Castro y Figueroa ordinò la costruzione di una serie di batterie a San Juan de Ulúa, più provviste, la creazione di una milizia e la formazione di un battaglione di marinai chiamato La Corona. Andò personalmente a Veracruz per controllare le nuove misure, ma fu subito colpito da dissenteria emorragica. Trasportato a Città del Messico, morì il 22 agosto 1741.

## Dopo la morte
L'Audiencia prese in mano il governo della colonia fino all'arrivo del nuovo viceré nel 1742, rappresentata dal suo presidente Pedro Malo de Villavicencio. Castro y Figueroa fu sepolto nel convento di La Piedad, nella parte meridionale della città.